# 朱倪𩵑
弘農恭順王朱倪𩵑（16世紀—1589年），明朝慶藩第五代弘農王，弘農康僖王朱鼒𰘆的嫡長子。

## 生平
嘉靖三十八年（1559年），封弘農長子。隆慶六年（1572年），弘農康僖王朱鼒𰘆去世。萬曆三年（1575年），朱倪𩵑襲封弘農王。
萬曆十七年（1589年），朱倪𩵑去世，諡號恭順。四年後，嫡長子朱伸䌍襲爵。

## 家庭

### 妻
- 潘氏，初冊為弘農長子夫人，萬曆三年（1575年）冊為弘農王妃[3]。

### 子
- 嫡長子：弘農長子→弘農康僖王朱伸䌍